# Matt Damon

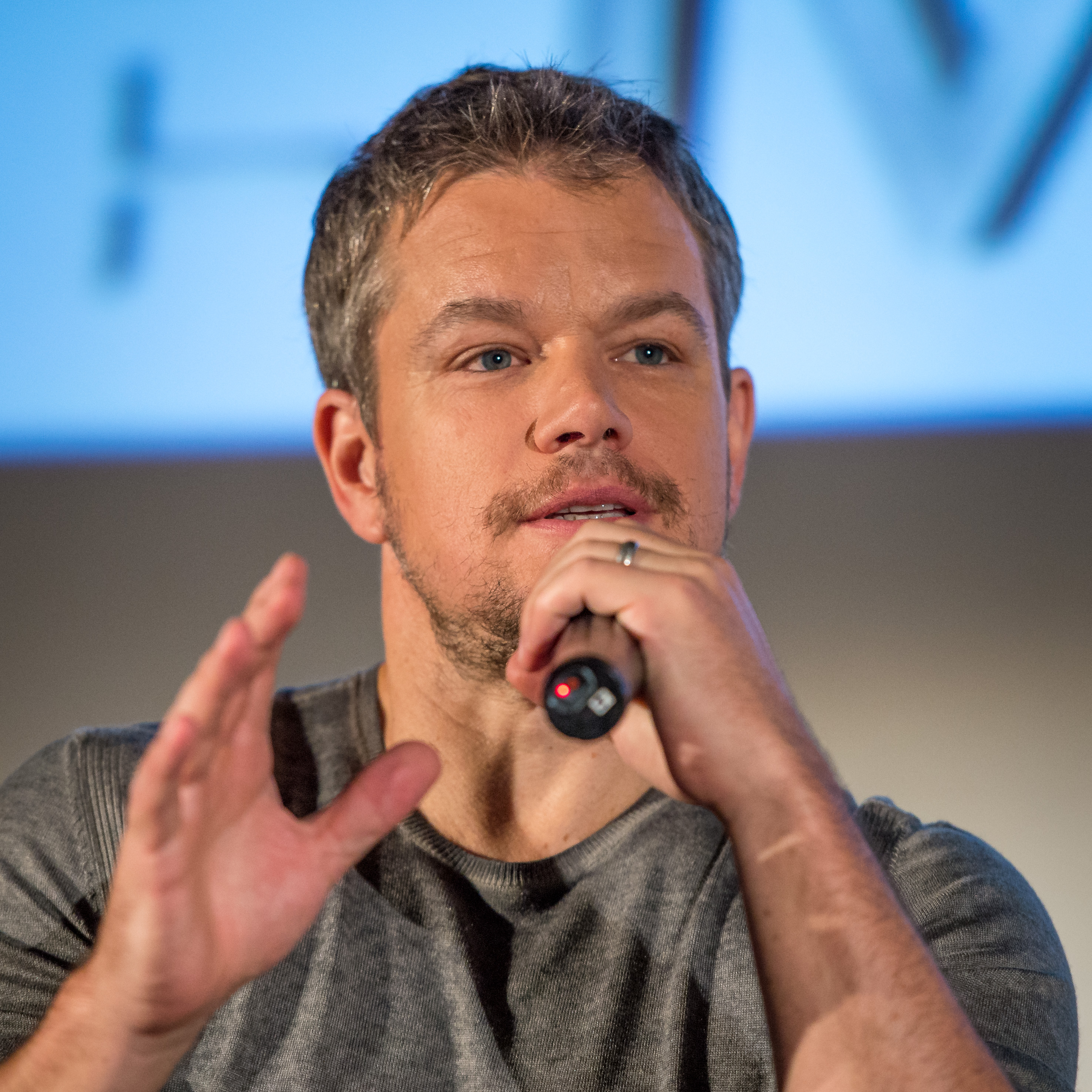
Damon em 2015 promovendo Perdido em Marte.

Matthew "Matt" Paige Damon (Cambridge, 8 de outubro de 1970) é um ator, roteirista, produtor e filantropo norte-americano, cuja carreira foi lançada após o sucesso do filme de drama Good Will Hunting (1997), a partir do roteiro que ele co-escreveu com o amigo e ator Ben Affleck. A dupla ganhou o Oscar de melhor roteiro original e o Globo de Ouro de melhor roteiro por seu trabalho. Por sua atuação no filme, Damon recebeu indicações para o Oscar, Globo de Ouro, Satellite Award, e o Screen Actors Guild Awards de Melhor Ator.
Damon tem desde então, estrelado em filmes comercialmente bem-sucedidos como Saving Private Ryan (1998), a trilogia do Ocean, e quatro filmes da série Bourne, ao mesmo tempo, ganhando elogios da crítica por suas atuações em dramas, como Syriana (2005), The Good Shepherd (2006) e The Departed (2006). Ele recebeu uma indicação ao Globo de Ouro por interpretar o personagem-título em The Talented Mr. Ripley (1999) e foi nomeado para um Oscar de Melhor Ator Coadjuvante por seu papel como François Pienaar em Invictus (2009). Ele é um dos 40 atores de maior bilheteria de todos os tempos. Em 2007, Damon recebeu uma estrela na Calçada da Fama de Hollywood e foi nomeado o homem mais sexy vivo pela revista People. Damon tem estado ativamente envolvido em trabalhos de caridade, incluindo a ONE Campaign, H2O Africa Foundation, e Water.org.
Damon se tornou conhecido por escolher uma grande variedade de papéis no cinema, a partir de sua interpretação do anti-herói Tom Ripley de Patricia Highsmith em The Talented Mr. Ripley (1999) a um anjo caído que discute a cultura popular como assunto de questão intelectual com Affleck em Dogma (1999); a partir de uma dupla de gêmeos siameses em Stuck on You (2003), que teve uma recepção crítica mista, ao filme experimental de baixo orçamento Gerry (2002), que co-escreveu com Ben Affleck e Gus Van Sant. Damon ganhou reação crítica geralmente positiva por sua interpretação de Ripley que lhe rendeu indicação ao Globo de Ouro, com o Variety afirmando: "Damon excepcionalmente transmite corrediças de seu personagem a partir de um entusiasmo inocente, frio e calculista".

## Primeiros anos
Matt Damon nasceu no dia 8 de Outubro de 1970 em Cambridge, em Massachusetts, filho de Kent Telfer, um corretor da bolsa, e Nancy Carlsson-Paige, uma professora universitária de educação, na Universidade de Lesley. Seu pai possui ascendência escocesa e inglesa, enquanto sua mãe é de origem finlandesa e sueca. Seu irmão Kyle é um escultor e artista realizado. Ele e sua família se mudaram para Newton onde viveram por dois anos. Após seus pais se divorciarem, Damon e seu irmão se mudaram com sua mãe de volta a Cambridge, onde eles viviam em uma casa comunal de seis famílias. Damon cresceu perto do ator Ben Affleck, amigo e colaborador em vários filmes (Damon é o décimo primo de Affleck, uma vez removidos, através de um ancestral comum da Nova Inglaterra). Outro vizinho de Damon era historiador e autor Howard Zinn, cujo filme biográfico You Can't Be Neutral on a Moving Train e a versão em áudio de A People's History of the United States ele mais tarde narraria.
Damon começou a atuar muito cedo, em parte porque sua mãe o criou "rigidamente conforme as regras", o que o fez se sentir como se "não pudesse definir a si mesmo, porque você já tinha sido definido por ela." Frequentou a Cambridge Alternative School (hoje a Graham and Parks) e, em seguida, a Cambridge Rindge and Latin School, onde ele era um aluno disciplinado, mas teve seus dois primeiros anos "terríveis", devido à sua baixa estatura na época. Enquanto um solitário jovem, ele se descreveu sentindo "uma dor de querer pertencer a algum lugar e não pertencer". Damon trabalhou como ator em várias produções teatrais do ensino médio; ele creditou seu professor de teatro na Rindge and Latin, Gerry Speca, como uma importante influência artística, embora Damon lembrou que, "o Sr. Speca sempre parecia confiar a Ben Affleck os maiores papéis e longos discursos."
Damon estudou na Universidade Harvard, de 1988 a 1992, mas não se formou. Em Harvard, estudou Inglês e viveu em Matthews Hall e, em seguida, Lowell House. Participou do teatro estudantil, aparecendo em peças como Burn This in Winthrop House e A... My Name is Alice (em um dos três papéis masculinos geralmente desempenhados por mulheres). Damon saiu da universidade para prosseguir a sua carreira de ator em Los Angeles, porque ele erroneamente esperava que Geronimo: An American Legend fosse se tornar um grande sucesso. "Até o momento que eu descobri que tinha tomado a decisão errada, já era tarde demais. Eu estava vivendo aqui com um grupo de atores, e todos nós estávamos lutando para pagar às despesas", ele disse.

## Carreira de ator
Um grande amigo de Damon é o ator Ben Affleck, tendo-se conhecido quando ainda não eram famosos, o primeiro tinha 10 anos e Affleck tinha 8 na época. Mais tarde, devido à ascensão dos dois na carreira cinematográfica, chegaram a atuar juntos em longas-metragens, sendo que o primeiro filme em que atuaram foi School Ties (1992).
O apogeu da qualidade de suas atuações veio no filme Génio Indomável (1997), que atuou e escreveu junto com o amigo Affleck, rendendo um Oscar para a dupla de Melhor Roteiro Original. A ideia do roteiro começou na época da faculdade. Damon e Affleck demoraram cinco anos a acabá-lo, a Castle Rock interessou-se em comprar os direitos do filme, mas quem adaptou mesmo o projeto foi a Miramax. Estrelado pela dupla e Robin Williams, rendeu nove nomeações para Oscar. O filme, dirigido por Gus Van Sant, além do prémio de roteiro garantiu a Robin Williams o Oscar de melhor ator (coadjuvante/secundário).
Um outro marcante trabalho de Damon foi no filme O Resgate do Soldado Ryan de Steven Spielberg em 1998, onde interpretou o soldado James Francis Ryan, paraquedista que teve seus três irmãos mortos em combate, sendo objeto de um resgate dentro das linhas de combate na França na Segunda guerra mundial.
No filme "Onze Homens e Um Segredo", Damon atuou ao lado de grandes estrelas de Hollywood como George Clooney, Andy Garcia e Brad Pitt. Como voz off para dublagens, emprestou a sua voz ao personagem Cale no filme Titan, narrou o filme "Spirit - Espírito indomável" e participou no filme "Ponyo".
A partir de 2002, entrou, indiscutivelmente, no estrelato de Hollywood e mundial, precisamente porque nesse ano protagonizou um dos filmes que mais o destacou, tornando-se até um símbolo de Damon. Esse foi A Identidade Bourne, filme do best-seller homónimo de Robert Ludlum (1927-2001), rendendo mais duas sequências (que também existiram nas obras literárias de Ludlum): "A supremacia Bourne" (2004) e "O ultimatum Bourne" (2007). Em 2006, outro sucesso foi "Os Infiltrados" (The Departed), de Martin Scorsese; filme em que contracena com Jack Nicholson, Leonardo DiCaprio, Mark Wahlberg e Martin Sheen. O filme que venceu 4 Oscars e foi nomeado para 5, tornou-se um sucesso de bilheteria e de críticas. Em novembro de 2014, Damon confirmou que voltará a interpretar o agente especial Jason Bourne no próximo filme da saga realizado por Paul Greengrass.

## Premiações
- Óscar - 1998

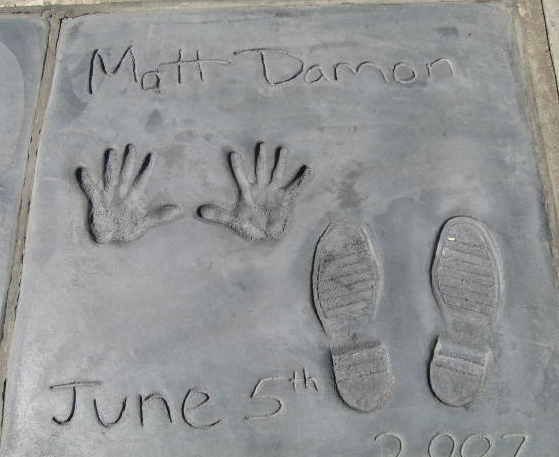
Impressão das mãos e pés de Matt Damon no Chinese Theater de Los Angeles.

Categoria: Oscar de melhor ator, Gênio Indomável - indicado, (1997) 
Categoria: Oscar de melhor roteiro original Vencedor, Gênio Indomável (1997)
- Oscar - 2010

Categoria: Melhor Ator (coadjuvante/secundário) Indicado, Invictus (2009)
- Óscar - 2016

Categoria: Oscar de melhor ator, Perdido em Marte - indicado
- Globo de Ouro - 1998

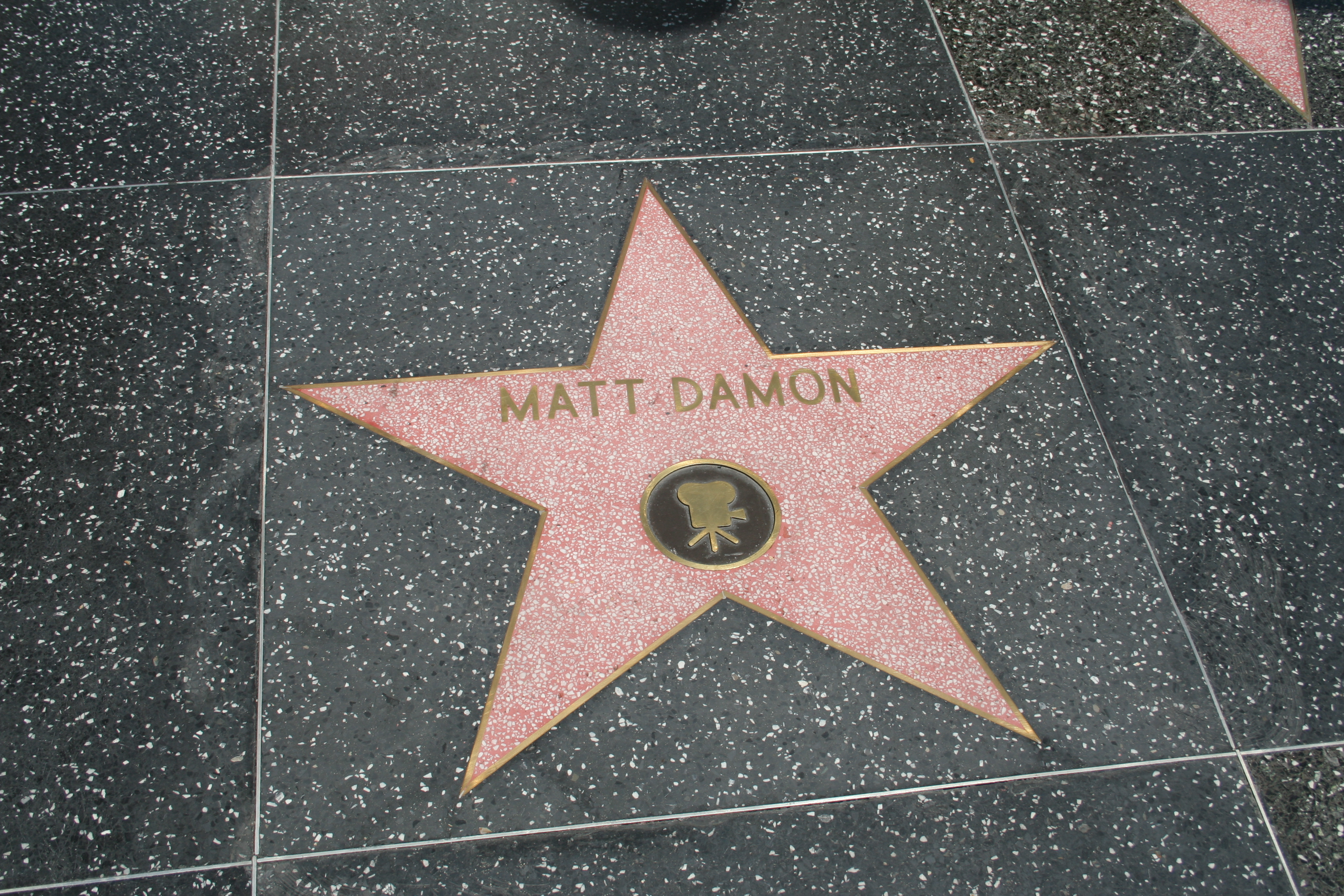
Estrela de Damon na Calçada da Fama.

Categoria: Cinema - Melhor ator em filme dramático Indicado, Gênio Indomável (1997) 
Categoria: Melhor roteiro Vencedor, Gênio Indomável (1997)
- Globo de Ouro - 2000

Categoria: Cinema - Melhor ator em filme dramático Indicado, O Talentoso Ripley (1999)
- Globo de Ouro - 2010

Categoria: Melhor Ator (coadjuvante/secundário) Indicado, Invictus (2009) 
Categoria: Melhor ator Musical/comédia Indicado, O Desinformante! (2009)
- Globo de Ouro - 2016

Categoria: Melhor Ator em comédia ou musical - Vencedor - Perdido em Marte
- MTV Movie Awards - 1998

Categoria: Melhor Beijo Indicado, Gênio Indomável (1997) 
Categoria: Melhor Dupla Indicado, Gênio Indomável (1997) 
Categoria: Melhor Interpretação Masculina Indicado, Gênio Indomável (1997)
- MTV Movie Awards - 2000

Categoria: Melhor Interpretação Musical Indicado, O Talentoso Ripley (1999) 
Categoria: Melhor Vilão Indicado, O Talentoso Ripley (1999)
- MTV Movie Awards - 2002

Categoria: Melhor Elenco em Cena Indicado, Onze Homens e um Segredo (2001)
- MTV Movie Awards - 2005

Categoria: Melhor Interpretação Masculina Indicado, A Supremacia Bourne (2004)
- MTV Movie Awards - 2008

Categoria: Melhor Interpretação Masculina Indicado, O Ultimato Bourne (2007) 
Categoria: Melhor Luta Indicado, O Ultimato Bourne (2007)